# Sollentuna kommunvapen

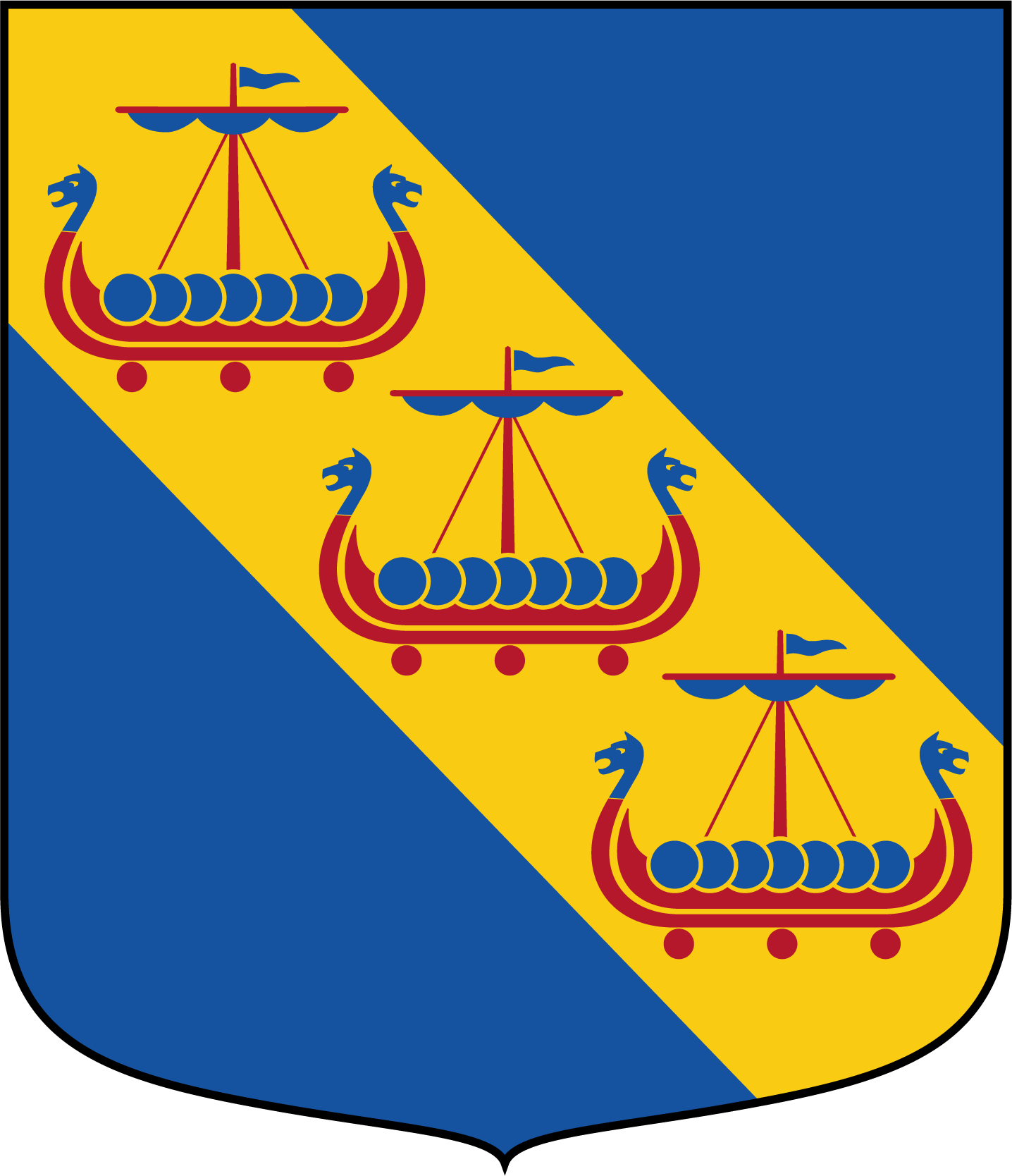
Sollentuna vapen visar skepp som rullas på stockar över land där farleden är för grund för att man skall kunna segla på den. Observera att denna bild inte är densamma som kommunen använder!

Sollentuna kommunvapen har skapats för att visa att det på den plats där Sollentuna nu ligger, fanns en farled för skepp från Saltsjön till Uppsala, motsvarande vår tids Norrviken, Edsviken och Oxundasjön. På grund av landhöjningen blev vattnet för grunt för att segla på någon gång under yngre järnålder och då drog man i stället skeppen på stockar över land. Där detta gjordes uppstod en handelsplats, vars centrum var kungsgården Tuna. Antikvarien Hans Hansson skrev om detta i hembygdsföreningens årsskrift 1944, vapnet utformades sedan av den heraldiske konstnären Einar Kedja i samarbete med Riksheraldikerämbetet och fastställdes för dåvarande Sollentuna köping 1946. Vapnet registrerades sedan för Sollentuna kommun 1974.
Sollentuna påverkades inte av kommunsammanslagningarna i början av 1970-talet, så den moderna kommunen, som har samma gränser som köpingen, kunde helt enkelt registrera det i oförändrat skick enligt de nya regler som då hade börjat gälla för juridiskt skydd av svenska kommunvapen.

## Blasonering
Blasonering: I blått fält en balk av guld, belagd med tre stolpvis ställda röda vikingaskepp, stående på rullar och försedda med beslaget blått segel, blå drakhuvuden och sju blå sköldar på relingen samt blå vimpel.